# Vinz Feel Free
Vinz, Vinz Feel Free, (nacido el 24 de mayo de 1979 en Valencia, España) es un artista urbano. Licenciado en Bellas Artes en la facultad de Bellas Artes de San Carlos, Universidad Politécnica de Valencia (2003).
En 2011, Vinz comenzó el proyecto 'Feel Free', en las calles y galerías de Europa
y EE. UU.

## Feel Free
Con el proyecto "Feel Free", VINZ afirma que la desnudez humana es un símbolo de naturalidad y libertad personal. Cada personaje representa valores y un símbolo, como un tipo de fábula. Así, las personas desnudas con cabezas de pájaros representan la libertad, policías con cabezas de lagarto, opresión, peces con trajes de baño a rayas, consumo excesivo; y el minotauro, la resistencia.
El proyecto "Feel Free" se expresa a través de collages fotográficos para los cuerpos, combinados con pintura de cabeza y detalles, lo que sugiere mundos reales entrelazados y mundos de ensueño. Se ha expuesto en Centros Culturales como el Centro de Arte Contemporáneo Walter Benjamin en Perpiñán. donde se albergan obras de Street Art, creadas especialmente para Perpiñán.
Durante el V el Festival Incubarte (2012), intervino con el muro titulado Don't be afraid/No tengas miedo, representando a tres antidisturbios cargando con sus porras contra tres mujeres (cuerpo desnudo, cabeza de ave) en un muro del barrio de El Carmen de Valencia, que contaba con los permisos del propietario. Era un homenaje a las mujeres de los mineros de Asturias, León y Teruel que habían iniciado una marcha a pie hacia Madrid. Varios testigos aseguraron que su mural fue arrancado por agentes de Policía, dejando los desnudos y eliminando las figuras de policías, lo que generó una polémica en los medios de comunicación que llegó al Congreso de los Diputados en el Control de la acción del Gobierno y una respuesta de éste. En 2020 la obra original fue adquirida y se incorporó a la Colección de Arte Contemporáneo de la Generalitat Valenciana.

## De la calle a las instituciones
En este proceso de la calle a las Instituciones, murales de Vinz se han integrado en el Instituto Francés de Valencia (La Marca €spaña, 2013); en la Sala Circular del Ayuntamiento de Valencia, (Nosaltres el poble, 2015); en el Centre d'Art contemporain Walter-Benjamin de Perpignan, (Bestial 2015); Museo de Bellas Artes de Murcia (Exposición Internacional de Arte Urbano, 2017); en el Museo Valenciano de la Ilustración y la Modernidad MUVIM de Valencia (Gràcies!, 2020); en el Saló de Corts del Palacio de la Generalidad Valenciana(9 d‘Octubre 600 Aniversario del Palau de la Generalitat, 2021).
En el Centre del Carme de Cultura Contemporánea CCCC, (JOC, 2017) y (Emergency on Planet Earth, 2022) donde participa también como co-comisario y que ocupa once espacios de las salas Ferreres- Goerlich en un antiguo convento rehabilitado para uso cultural en el centro histórico de la ciudad.

## De los muros a las galerías
El proyecto Feel Free ha sido expuesto, bajo varias perspectivas, en diversas galerías de Europa  Estados Unidos: Hybrid Thinking  Curated by Wooster Collective en Jonathan Levine Gallery, New York (2012), Usual Misdeeds  en Inoperable Gallery, Vienna, (2012), Batalla  en Jonathan Levine Gallery, New York (2012), 10th Anniversary Wooster Collective  en Jonathan Levine Gallery, New York (2013), Cash, Cans & Candy  (Colectiva) en Galerie Ernst Hilger, Vienna (2013), Resistencia  en C.A.V.E. Gallery, Los Angeles (2014), Uncivilization  en Soon Galerie, Berna, Suiza. (2018). La alegría de vivir  Abierto Valencia en Galería Cuatro, Valencia (2020), Animal  en Sabotage Gallery, Valencia (2021). Europa. Soon Gallery, Zúrich (2022).

## Publicaciones
Vinz Feel Free (2012).  Wooster Collective, ed. Vinz Feel Free (en inglés) (Wooster on paper edición). New York, United States: Wooster Collective. p. 114. ISBN 978-0-9795280-1-9. Consultado el 26 de enero de 2019.
Vinz (editor) (2013). Market. Fotografía y contrapublicidad en el arte urbano. Valencia: Pentagrafeditorial. p. 101. ISBN 978-84-939648-6-3. Consultado el 26 de enero de 2019.
Vinz (2015).  Centre d'Art Contemporain Walter Benjamin, Perpignan, ed. Bestial (en francés  y español). Archivado desde el original el 26 de enero de 2019. Consultado el 26 de enero de 2019.
Vinz (2015). Play Nude (autoedición edición). Consultado el 9 de febrero de 2019.
Vinz Feel Free, Txema Rodríguez (2017). JOC (en inglés, castellano, valenciano). Generalitat Valenciana. p. 152. ISBN 978-84-482-6197-9. Consultado el 26 de enero de 2019.